# Скотников, Константин Арнольдович
Константин Арнольдович Скотников (род. 24 ноября 1958, Майма, Горно-Алтайская автономная область, РСФСР, СССР) — российский художник актуального искусства, график, член Союза художников России (1993).

## Биография
Родился 24 ноября 1958 года в селе Майма Горно-Алтайской автономной области.
Учился на архитектурном факультете Новосибирского инженерно-строительного института имени В. В. Куйбышева, который окончил в 1981 году, после чего преподавал на кафедре рисунка, живописи и скульптуры этого вуза (1981—1989).
С 1989 года трудится на кафедре рисунка, живописи и скульптуры Новосибирского архитектурного института.
В 2000 году стал куратором экспозиционно-образовательной программы Новосибирского городского Фонда имени Юрия Кондратюка и руководителем организации «Бюро Актуальной Культуры».

## Выставки
| - Выставка «Рисунки» (ГПНТБ СО АН, Новосибирск, 1988); - Международная выставка «Вильнюсский приз» (Вильнюс, 1991); - II Бьеннале станковой графики «Калининград-92» (Калининград, 1992); - Всероссийская выставка «Уникальная графика», (Смоленск, 1993); - Всероссийская выставка молодых художников (Москва, 1993); - Региональная выставка-конференция «Человек в пространстве времени» (Омск, 1996); - IV Бьеннале станковой графики Калининград — Кёнигсберг-96 (Калининград, 1996); - Международная выставка DISCORD-SABOTAGE OF REALITIES (Гамбург, 1996); - XXXVIII Золотое Перо Белграда — IV Международная Бьеннале Иллюстрации (Белград, 1996); - Дом Ученых СО РАН (Новосибирск, 1996); | - Выставка «Пейзаж» (в Выставочном зале Союза художников, Новосибирск, 1997); - 17 MINI PRINT INTERNACIONAL DE CADAOUES (Барселона, 1997); - Ifa-Gaierie, (Берлин, 1998); - V Бьеннале станковой графики (Калининград—Кёнигсберг-98, Калининград, 1998); - Дом Ученых СО РАСХН (Краснообск, 1998); - Новосибирская картинная галерея (1998); - Международное Триеннале миниатюрной графики (Токио, 1998); - Mini Print Internacional De Cadaques 18 (Кадакес, 1998); - Новосибирская картинная галерея (1998); - Центр Современного Искусства Сороса (Москва, 1998). |

## Работы
Произведения художника хранятся в Государственном музее изобразительных искусств Алтайского края, Калиниградской государственной художественной галерее, lfa-Galerie (Берлин) и Государственном музее-заповеднике «Царицино» (Москва).

## Награды
Диплом V Бьеннале станковой графики (Калининград—Кёнигсберг-98).